# (3776) Vartiovuori
(3776) Vartiovuori est un astéroïde de la ceinture principale.

## Description
(3776) Vartiovuori est un astéroïde de la ceinture principale. Il fut découvert le 5 avril 1938 à Turku par Heikki A. Alikoski. Il présente une orbite caractérisée par un demi-grand axe de 3,18 UA, une excentricité de 0,07 et une inclinaison de 27,4° par rapport à l'écliptique.

## Compléments